# Frantz Vaillant
 (décembre 2015).
Si vous disposez d'ouvrages ou d'articles de référence ou si vous connaissez des sites web de qualité traitant du thème abordé ici, merci de compléter l'article en donnant les références utiles à sa vérifiabilité et en les liant à la section « Notes et références ».
Frantz Vaillant est un journaliste, biographe, essayiste et réalisateur français né à Pau (France). Il est rédacteur en chef à TV5 Monde depuis 2010.

## Biographie
Il débute à Sud-Ouest (Édition Béarn et Soule) puis à Fréquence IV, radio de presse du groupe Sud-Ouest. Réalisateur de plusieurs courts-métrages, il a longtemps collaboré en qualité de journaliste reporter d'images (JRI) à France 2 puis à TV5 Monde (journaux télévisés et missions en Afghanistan, Tchad, Liban, Éthiopie, Algérie, etc.) et magazine  de la rédaction Envoyé spécial, comme Femme de président (52 min), Les Daltoniens (52 min), etc.).
Il est chargé de cours au sein du master journalisme du CELSA(université de Paris IV-Sorbonne) et dispense une formation au sein du module audiovisuel de la formation continue.
Auteur de la première biographie consacrée à l'artiste français Roland Topor (Roland Topor ou le rire étranglé, Buchet-Chastel, mars 2007), il est également l'auteur de plusieurs documentaires .
En 2010, sur TV5 Monde,  il dirige le magazine Coup de pouce pour la Planète, hebdomadaire, qui rend hommage aux acteurs, héros ou anonymes, du développement durable, du Nord au Sud. Le journaliste a assuré la rédaction en chef du magazine Rendez-vous au maquis (avril, mai, juin 2013) qui avait pour ambition « d'être un miroir de tout ce qui fait débat aujourd’hui sur le continent africain. Sans tabou ni réserve. » 
En octobre 2013, outre les cours qu'il dispense au CELSA et les films qu'il réalise, il assure  la Rédaction en chef des pages  web-info de la chaine francophone. 
En décembre 2015, il publie un essai Les Vengeances après divorce et les coulisses du désamour (format Kindle).
Le 29 avril 2016, au siège de l'OIF à Paris, avec Michel Forst, représentant spécial des Nations unies sur la situation des défenseurs des droits de l'homme et de Michaëlle Jean, secrétaire générale de l'Organisation internationale de la francophonie, il remet le premier prix des droits de l'homme Martine-Anstett à Cesar Estrada,.
En septembre 2016, il publie Léo Ferré, droit de réponse (Édition du Petit véhicule),  essai sur la critique journalistique de Léo Ferré entre 1947 et 1993.
Le 24 octobre 2019, publication de Georges Franju, le dictionnaire d'une vie (Marest Editeur), un essai préfacé par Jean-Pierre Mocky. 
Depuis 2019, pour TV5MONDE, il réalise les vidéos culturelles diffusées pour Culture prime, un média social culturel 100% vidéo créé par les 6 entreprises de l’audiovisuel public français (France Télévisions, Radio France, France Médias Monde, Arte, l’INA et TV5MONDE) et qui touchent chaque jour 1,4 million de personnes.
Avec le journaliste camerounais Christian Eboulé, auteur du roman Le Testament de Charles, il met en lumière des icônes de la littérature africaine dans le cadre de la série documentaire "Encre noire et page blanche".
Le 25 mai 2023, il publie "A l'ombre des étoiles" (éditions du Cerf).  L'essai brosse la biographie des enfants de dix personnalités artistiques (Paul Verlaine, Guy de Maupassant, Pablo Picasso, Max Linder, Jules Verne, Boris Vian, Colette, Albert Camus, Léo Ferré, Jacques Prévert).

## Réalisations

### Documentaires
- Morceaux de choix (2000) (16 min)- le monde un peu loufoque des mannequins de détails dans l'univers de la publicité.
- Léo Ferré, les témoins de sa vie (2002) (52 min)- film-hommage au célèbre artiste
- Les Visiteurs de l'ombre (2003) (52 min)- qui évoque le tourisme international dans les cimetières parisiens.
- Un certain Monsieur Joinet (2011) - portrait de 52 minutes de Louis Joinet, grand défenseur des droits de l'homme, expert indépendant auprès des Nations unies et fondateur, en mai 1968, du Syndicat national de la magistrature.
- Reinhardt Wagner, un compositeur en toute liberté (2013) (52 min) - portrait du compositeur français, grand ami de Roland Topor,  et qui travaille indifféremment pour les cinéastes (Pascal Thomas, J.J. Beineix, etc.) mais aussi avec des auteurs et metteurs en scène comme Jean-Michel Ribes ou des artistes comme François Morel. Le film a été présenté au FIPA (Festival international de programmes audiovisuels) en janvier 2014 dans la sélection officielle « Hors compétition » dans la catégorie « Création française ».
- Léo Ferré, la mémoire des étoiles (2013), documentaire de 55 minutes réalisé pour le vingtième anniversaire de la disparition de l'artiste. À propos de ce film, l'hebdomadaire Télérama écrit sous la plume de la journaliste Éléonore Colin (édition du 03/07/13) : « On ne l'avait jamais vu comme ça. Si sensible, si habité, si drôle... Lui, le libertaire à la dent dure. Le mal-aimé. [...] Chaque mot, chaque mélodie donne la chair de poule et secoue les tripes...) »[11]
- Fiction : Adieu Manon (2014), court-métrage de 6' pré-sélectionné dans divers festivals (Allemagne, France, Corée, etc.). Film sur les déambulations et divagation d'un chauffeur de taxi à Paris, après le suicide de sa petite amie. Reinhardt Wagner signe la musique de ce court-métrage.

- "Patrick Ullmann, les photos d'une vie" (2020), documentaire de 55 minutes qui rend hommage au photographe officiel de l'Olympia et qui a signé de nombreuses et célèbres pochettes de disque d'artistes francophones (Barbara, Léo Ferré, Claude Nougaro etc.)

## Récompenses
- 2011 : Coup de pouce pour la Planète /  Lauriers de l'Audiovisuel 2010, (récompense décerné par le Club audiovisuel de Paris qui distingue « les programmes qui contribuent, par leur qualité, à l'enrichissement culturel de tous ».)

- 2012 : Un certain monsieur Joinet / Lauriers de l'Audiovisuel 2011 section « Laurier civique »

Le film Un certain Monsieur Joinet a fait l'ouverture du Festival du Film et Forum International sur les Droits Humains à Genève en mars 2012 et il est régulièrement projeté dans les centres culturels français dans le monde via le ministère français des Affaires étrangères